# زیردریایی تیپ یو ۱۳۹
زیردریایی تیپ یو ۱۳۹ (به انگلیسی: German Type U 139 submarine) یک کلاس از زیردریایی است که طول آن ۹۲ متر (۳۰۲ فوت) و  ارتفاع آن ۱۱٫۲ متر (۳۷ فوت) می‌باشد.